# Pontchartrain
Pontchartrain je jezero s brakickou vodou v americkém státě Louisiana. Má rozlohu 1630 km² a je největším jezerem v Louisianě a druhým největším slaným jezerem celých USA (po Velkém Solném jezeře). Jako první Evropan je navštívil v roce 1699 Pierre Le Moyne d'Iberville a pojmenoval je podle tehdejšího francouzského kancléře Louise Phélypeauxe, hraběte z Pontchartrain. Původní obyvatelé je nazývali Okwata (Široká voda).
Jezero má oválný tvar a je poměrně mělké (průměrná hloubka činí okolo čtyř metrů a maximální dvacet metrů), s nízkými bažinatými břehy porostlými tisovcem. Vlévají se do něj řeky Tangipahoa, Tchefuncte, Tickfaw, Amite a Bogue Falaya. S dolním tokem řeky Mississippi spojuje jezero umělý průplav Industrial Canal. Je také propojeno průlivem Pass Manchac s jezerem Maurepas na západě a průlivem Chef Menteur Pass s jezerem Borgne na východě, které je lagunou Mexického zálivu. Mořský příliv není na jezeře Pontchartrain znatelný, ale voda má zvýšenou salinitu, zejména ve východní části jezera. Žije v něm aligátor severoamerický, kapustňák širokonosý, vydra severoamerická, kajmanka supí, jeseter ostrorypý a další druhy. Na severním pobřeží se nachází chráněné území Fontainebleau State Park.
Povodí jezera je vyspělou průmyslovou a zemědělskou oblastí, kde žije přes půl druhého milionu obyvatel. Na jižním břehu se nachází město New Orleans, čtvrti ležící blízko jezera bývají ohrožovány záplavami. K největším došlo v srpnu 2005 v důsledku Hurikánu Katrina a vyžádaly si okolo 1300 životů. 25. února 1964 spadlo do jezera dopravní letadlo Eastern Air Lines 304, při katastrofě zahynulo všech 58 osob na palubě. Napříč jezerem vede Most přes jezero Pontchartrain, který byl s délkou přes 38 km do roku 2011 nejdelším mostem světa.

## Odraz v kultuře
Podle jezera je nazvána lidová píseň The Lakes of Pontchartrain, zpívají o něm Sheryl Crow, John Cale, Emmylou Harris nebo Levon Helm, ve svých knihách ho zmiňují Harriet Beecher Stoweová nebo John Kennedy Toole. 